# Eras III
Eras III è la quinta raccolta del cantautore canadese Devin Townsend, pubblicata il 7 dicembre 2018 dalla HevyDevy Records e dalla Inside Out Music.

## Descrizione
Si tratta della terza parte di quattro box set atti a racchiudere le varie pubblicazioni del musicista in formato vinile, rimasterizzate per l'occasione.
Eras III racchiude l'album di debutto della Devin Townsend Band, Accelerated Evolution, i tre album in studio del Devin Townsend Project Epicloud, Z²: Sky Blue e Transcendence e la seconda parte di Ziltoid Live at the Royal Albert Hall.

## Tracce
Accelerated Evolution
- Lato A

1. Depth Charge – 2:04
2. Storm – 4:39
3. Random Analysis – 5:59

- Lato B

1. Deadhead – 8:05
2. Suicide – 6:45
3. Traveler – 4:13

- Lato C

1. Away – 7:49
2. Sunday Afternoon – 6:20
3. Slow Me Down – 4:36

Epicloud
- Lato A

1. Effervescent! – 0:43
2. True North – 3:53
3. Lucky Animals – 3:21
4. Liberation – 3:20

- Lato B

1. Where We Belong – 4:33
2. Save Our Now – 4:01
3. Kingdom – 5:29

- Lato C

1. Divine – 3:17
2. Grace – 6:08
3. More – 4:04
4. Lessons – 1:06

- Lato D

1. Hold On – 3:57
2. Angel – 6:00
3. Epicloud (Vinyl Bonus Track) – 6:07

Transcendence
- Lato A

1. Truth – 4:47
2. Stormbending – 5:22
3. Failure – 6:02
4. Secret Sciences – 7:28

- Lato B

1. Higher – 9:40
2. Stars – 4:17
3. Transcendence – 5:54

- Lato C

1. Offer Your Light – 3:57
2. From the Heart – 8:23
3. Transdermal Celebration – 8:26

- Lato D

1. Gump – 5:25
2. Loud – 3:23

Sky Blue
- Lato A

1. Rejoice – 4:16
2. Fallout – 4:31
3. Midnight Sun – 4:58

- Lato B

1. A New Reign – 4:52
2. Universal Flame – 4:40
3. Warrior – 3:31

- Lato C

1. Sky Blue – 3:53
2. Silent Militia – 4:29
3. Rain City – 7:46

- Lato D

1. Forever – 3:45
2. Before We Die – 8:25
3. The Ones Who Love – 1:32

Live at the Royal Albert Hall
- Lato A

1. Namaste – 3:55
2. Night – 4:58
3. Deadhead – 7:49
4. Earth Day – 9:37

- Lato B

1. Christeen – 5:05
2. Supercrush! – 5:27
3. Kingdom – 7:41
4. Lucky Animals – 3:32

- Lato C

1. Heatwave – 5:39
2. Funeral – 7:21
3. Bastard – 10:45

- Lato D

1. The Death of Music – 10:24
2. Flame – 15:20